# Остри Грунь
Остри Грунь (словац. Ostrý Grúň) — село, громада округу Жарновиця, Банськобистрицький край, центральна Словаччина, регіон Теков. Кадастрова площа громади — 16,71 км².
Населення 499 осіб (станом на 31 грудня 2017 року).

## Історія
Остри Грунь згадується в 1951 році (відділення).

## Населення
| Рік:            | 1994. | 2004. | 2014.    | 2024.    |
| --------------- | ----- | ----- | -------- | -------- |
| Кількість осіб: | 590   | 590   | 483      | 546      |
| Різниця:        |       | +0 %  | -18,13 % | +13,04 % |

| Рік:            | 2023. | 2024.   |
| --------------- | ----- | ------- |
| Кількість осіб: | 545   | 546     |
| Різниця:        |       | +0,18 % |